# Kanton Frangy
Kanton Frangy is een voormalig kanton van het Franse departement Haute-Savoie. Kanton Cruseilles maakte deel uit van het arrondissement Saint-Julien-en-Genevois en telde 8.000 inwoners in 2007. Het werd opgeheven bij decreet van 13 februari 2014, met uitwerking op 22 maart 2015. Alle gemeenten werden toegevoegd aan het kanton Saint-Julien-en-Genevois.

## Gemeenten
Het kanton Frangy omvatte de volgende gemeenten:
- Chaumont
- Chavannaz
- Chessenaz
- Chilly
- Clarafond-Arcine
- Contamine-Sarzin
- Éloise
- Frangy (hoofdplaats)
- Marlioz
- Minzier
- Musièges
- Vanzy